# Fatih Öztürk (cầu thủ bóng đá sinh 1986)
Fatih Öztürk, (sinh 22 tháng 12 năm 1986 in Pháp) là một cầu thủ bóng đá Pháp gốc Thổ Nhĩ Kỳ thi đấu cho câu lạc bộ Thổ Nhĩ Kỳ Akhisar Belediyespor.